# Телекоммуникации в Афганистане
Телекоммуникации в Афганистане — в настоящее время обмен телекоммуникационными данными между Афганистаном и другими странами происходит в основном посредством беспроводных технологий, в частности, спутниковой связи. Развитием связи и коммуникаций занимается Министерство связи и коммуникаций Афганистана. Инвестиции в сектор связи страны составили 350 млн. $. Национальная компания связи — «Афгантелеком». В декабре 2008 года она объявила о доступности своих услуг на всей территории страны, в том числе, в уездах и сёлах. До этого услуги компании распространялись только в административных центрах 34 провинций Афганистана. Кроме того, с недавних пор «Афгантелеком» предлагает своим клиентам услуги мобильной связи. До этого компания предоставляла услуги фиксированной связи.

## Оптико-волоконная магистраль
По данным Министерства коммуникаций и технологии Афганистана, в ближайшее время начнётся эксплуатация национальной кольцевой оптико-волоконной магистрали, соединяющей крупные города Афганистана между собой и с соседними странами. «Афганская оптика» уже подключена к сетям Ирана, но афганская сторона также ведёт переговоры относительно подключения магистрали к сетям Таджикистана, Узбекистана и Пакистана.

### Строительство
Начатые в 2007 году работы по прокладке кабеля находятся на завершающей стадии. Кабель, общей протяжённостью 3200 км, прокладывался вдоль кольцевой транспортной дороги. Ожидается, что магистраль станет транзитной точкой обмена между государствами региона. Общая стоимость проекта оценивается в $46 млн, финансируется проект из национального бюджета.

## Проводная связь
В ходе военных действий за период 1992—2001 годов инфраструктура проводной связи полностью была разрушена, и сегодня её восстановление представляется экономически нецелесообразным.

## Сотовая связь
В апреле 2002 года начал свою деятельность первый оператор мобильной связи в Афганистане — компания «Афганбисим» (Afghan Wireless Communication Company — AWCC), которую профинансировал и возглавил афганец Эхсан Баят, владелец американской компании Telephone Systems International (TSI). 20 % акций компании были переданы во владение государству, а 80 % находятся в руках TCI. За короткое время AWCC распространила зону покрытия на четыре ключевых города Афганистана и к июлю 2003 года имела около 40 тысяч абонентов.
В настоящее время мобильные операторы охватили 135 крупнейших городов страны и добились снижения цены за минуту местного разговора до 10-12 центов, а численность абонентской базы достигла 1 200 000 человек.